# Rhytisma rubiginosum
Rhytisma rubiginosum är en korallart som först beskrevs av Verseveldt 1969.  Rhytisma rubiginosum ingår i släktet Rhytisma och familjen Alcyonidae. Inga underarter finns listade i Catalogue of Life.